# Рапопорт, Леонид Львович
Леони́д Льво́вич Рапопо́рт (1899—1952) — советский военный и хозяйственный деятель.

## Биография
Родился в 1899 году в еврейской семье в Керчи.
Участник Гражданской войны. Был командиром Трудового казачества 1-го полка, послужившего ядром Конной армии Будённого; в 1920—1921 годах — комиссар 2-го Туркестанского кавалерийского полка 1-й Туркестанской кавалерийской бригады.
Был активным участник подавления басмачества в Таджикистане. В период с декабря 1920 по январь 1921 Раппопорт — один из руководителей обороны Байсуна (ныне Узбекистан) от 15-тысячного отряда Байсунского бека.
После войны занялся хозяйственной деятельностью. В 1928 году — управляющий конезавода № 1 Киргизской АССР, в 1930-х годах — директор конезавода № 54 Киргизской ССР.
Умер 3 сентября 1952 года в Риге.

## Награды
- Награждён двумя орденами Красного Знамени (за участие в разгроме Деникина получил первый орден и именное оружие; за разгром басмачей в Средней Азии— второй).

## Интересный факт
Иссык-Кульский государственный конный завод № 54 располагался в городе Чолпон-Ата. Л. Л. Раппопорт в 1934 году создал аллею из деревьев от Чолпон-Аты до первого отделения завода. «Эта аллея, — объяснил он, — будет символом новой жизни и памятью о нас для новых поколений». Аллею сажали несколько недель и она была названа именем Рапопорта. Это — уникальная аллея Прииссыккулья связавшая почти 5-километровым зеленым туннелем город Чолпон-Ата с поселком Бактуу-Долоноту.
В 2014 году под руководством губернатора Иссык-Кульской области Каптагаева данная аллея была вырублена якобы для расширения дороги. Губернатор обещал посадить новую аллею, но на 2018 год так ни одно дерево не было посажено.